# إيغل أولسن
إيغل أولسن (بالبوكمول: Egil «Drillo» Olsen) (مواليد 22 أبريل 1942) هو لاعب كرة قدم. يلعب مع منتخب النرويج لكرة القدم.

## روابط خارجية
- إيغل أولسن على موقع IMDb (الإنجليزية)
- إيغل أولسن على موقع كينوبويسك (الروسية)
- إيغل أولسن على موقع اتحاد النرويج (النرويجية)
- إيغل أولسن على موقع قاعدة بيانات كرة القدم.إي يو (الإنجليزية)
- إيغل أولسن على موقع ناشيونال فوتبول تيمز (الإنجليزية)
- إيغل أولسن على موقع Soccerway.com (الإنجليزية)
- إيغل أولسن على موقع عالم كرة القدم.نت (الإنجليزية)